# Michael Färber (Informatiker)

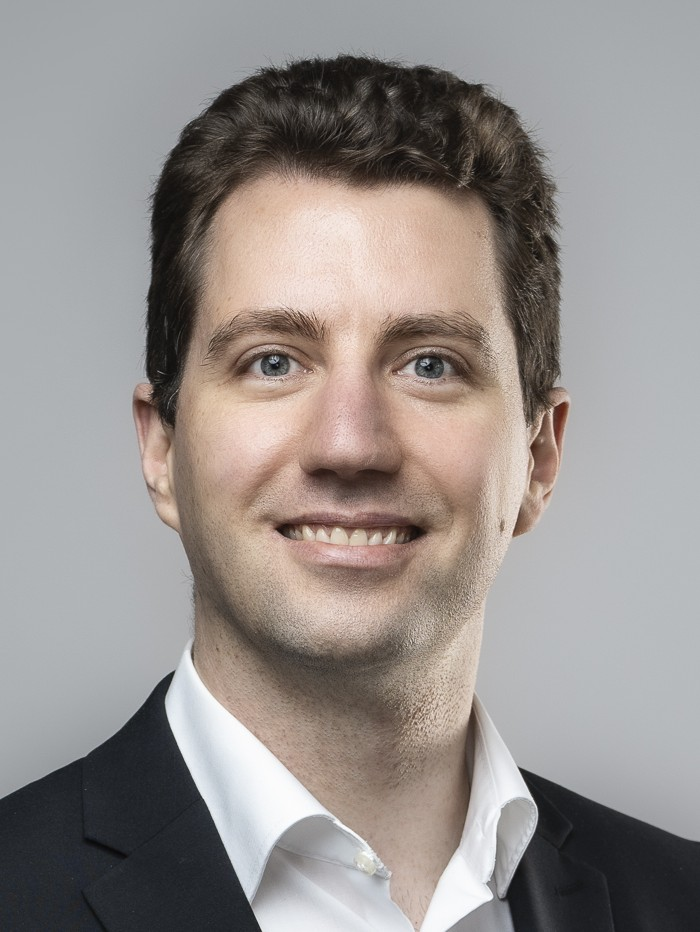
Michael Färber

Michael Färber (* 1987 in Deutschland) ist ein deutscher Informatiker und Hochschullehrer, der in den Bereichen Künstliche Intelligenz, Verarbeitung natürlicher Sprache (NLP) und Wissensrepräsentation tätig ist.

## Werdegang
Färber erwarb 2011 ein Diplom in Informatik an der Universität Ulm und 2012 einen Bachelor of Arts in Philosophie. 2017 schloss er seine Promotion am Karlsruher Institut für Technologie (KIT) mit der Dissertation Semantische Suche nach neuartigen Informationen unter der Betreuung von Rudi Studer ab.
Nach einer Zeit als JSPS-Fellow (2017–2018) an der Kyoto University in Japan und als Postdoc an der Universität Freiburg sowie am KIT übernahm er von 2020 bis 2024 eine W3-Vertretungsprofessor am KIT und leitete die Forschungsgruppe Web Science. Seit April 2024 ist er W3-Professor an der Technischen Universität Dresden, wo er die Forschungsgruppe „Skalierbare Softwarearchitekturen für Datenanalyse“ am AI Center ScaDS.AI leitet.

## Forschungsschwerpunkte
Färbers Forschung dreht sich um neurosymbolische KI, erklärbare KI und Wissensgraphen, mit Anwendungen in Bereichen wie Recht, Chemie und Friedensmediation. Seine Projekte wie SemOpenAlex und MAKG haben groß angelegte wissenschaftliche Wissensgraphen mit Milliarden von Fakten erstellt, die neuartige Erkenntnisse und eine verbesserte Skalierbarkeit für KI-Systeme ermöglichen.
Färber hat mehr als 100 von Experten begutachtete Arbeiten verfasst und mehr als 1.900 Zitate (h-index 19) gesammelt. Seine Arbeit betont die Verbindung von symbolischen und subsymbolischen Ansätzen, um die Transparenz und Benutzerfreundlichkeit von KI zu verbessern.

## Auszeichnungen (Auswahl)
- 2018: Outstanding Article Award vom Semantic Web Journal für seine Arbeit zur Bewertung der Linked Data Quality bekannter Datensätze wie DBpedia, Freebase und Wikidata.[5]
- 2022: Best Poster Award für seine innovative Arbeit über Green AI, die energieeffiziente KI-Modelle fördert.[6]
- 2023: Best Paper Award auf der International Semantic Web Conference für die Entwicklung von large-scale scholarly knowledge graphs.[7]